# Žipov
Žipov este o comună slovacă, aflată în districtul Prešov din regiunea Prešov. Localitatea se află la altitudinea de 391 m deasupra n.m., se întinde pe o suprafață de 7,64 km2 și în 2017 număra 295 de locuitori. Se învecinează cu comuna Ondrašovce.

## Istoric
Localitatea Žipov este atestată documentar din 1405.

## Demografie
| An:                | 1994 | 2004   | 2014    | 2024   |
| ------------------ | ---- | ------ | ------- | ------ |
| Număr de persoane: | 261  | 249    | 293     | 287    |
| Diferență:         |      | −4,59% | +17,67% | −2,04% |

| An:                | 2023 | 2024   |
| ------------------ | ---- | ------ |
| Număr de persoane: | 289  | 287    |
| Diferență:         |      | −0,69% |